# Polyalthia chrysotricha
Polyalthia chrysotricha är en kirimojaväxtart som beskrevs av Henry Nicholas Ridley. Polyalthia chrysotricha ingår i släktet Polyalthia och familjen kirimojaväxter. Inga underarter finns listade i Catalogue of Life.